# Кропоткинское городское поселение (Иркутская область)
Кропоткинское городское поселение или Кропоткинское муниципальное образование — муниципальное образование со статусом городского поселения в 
Бодайбинском районе Иркутской области России. 
Административный центр — рабочий посёлок (пгт) Кропоткин.

## Население
| 2010  | 2011  | 2012  | 2013  | 2014  | 2015  | 2016  |
| ----- | ----- | ----- | ----- | ----- | ----- | ----- |
| 1376  | ↘1368 | ↘1344 | ↘1275 | ↗1392 | ↗1486 | ↘1203 |
| 2017  | 2021  |       |       |       |       |       |
| ↘1135 | ↘1042 |       |       |       |       |       |

По результатам Всероссийской переписи населения 2010 года 
численность населения муниципального образования составила 1376 человек, в том числе 673 мужчины и 703 женщины.

## Населённые пункты
В состав городского поселения входят населённые пункты:
| № | Населённый пункт | Тип населённого пункта | Население |
| - | ---------------- | ---------------------- | --------- |
| 1 | Кропоткин        | рабочий посёлок (пгт)  | ↘1036     |
| 2 | Светлый          | посёлок                | ↘6        |